# Конфронтація Росії та країн Балтії
Конфронтація Росії та країн Балтії (початок ХХІ ст.) — протиборство Росії та країн Балтії — Латвія, Литва, Естонія — на початку ХХІ ст.

## Перший етап конфронтації
Президент Литви з 2009 р. Даля Грибаускайте на початку березня 2015 р. констатувала наявність першого етапу
конфронтації Росії і країн Балтії: «Ми перебуваємо на лінії фронту, проходить перший етап конфронтації, я маю на увазі інформаційну війну, пропаганду і кібератаку. Отже, на нас напали. Чи переросте це в конвенційну конфронтацію? Ніхто не знає. Але вже зараз ми повинні захищатися від цієї агресивної поведінки».
«Ми відчуваємо поширювані окремими посадовими особами Росії заяви про права людини в Латвії. Це один з елементів. Наші органи держбезпеки працюють. Я повністю впевнена в їх здатності запобігти як кібератакам, так і різним провокаціям, яких можна очікувати…», — зазначила прем'єр-міністр Латвії Лаймота Страуюм в інтерв'ю програмі «900 секунд» телеканалу LNT.
Латвія має намір зміцнити державний кордон з Росією та Білоруссю — оснастити кордон сучасною системою безпеки. Міністр внутрішніх справ країни Ріхардс Козловскіс заявив, що протягом чотирьох років на східному кордоні з'явиться прикордонна смуга шириною 12 метрів, оснащена сучасними системами безпеки. За його словами, країна поліпшить швидкість реагування латвійської прикордонної служби.
Естонія з 18 травня 2015 р. припинила пасажирське залізничне сполучення з Росією. Про це повідомила естонська компанія-перевізник Go Rail. (В графіку руху пасажирських потягів на 2017/2018 роки відновлено щоденне курсування поїзда за маршрутом Таллінн - Санкт-Петербург - Москва - Санкт-Петербург - Таллінн )
Прем'єр-міністр Естонії Тааві Рийвас (Taavi Rõivas) за повідомленням від 24.05.2015 заявив за з'їзді своєї партії: «Якщо зараз в Естонії знаходиться одна частина охорони повітряного простору з чотирма винищувачами і рота піхотинців США, то найближчим часом ми хочемо збільшити присутність до батальйону, створити в Талліні міжнародний штаб, який діє під прапором НАТО».

## Другий етап конфронтації
Він позначився і розпочався тим, що Росія почала готувати юридичну основу для вторгнення в Балтію. У червні 2015 р. генпрокуратура Росії почала перевірку законності визнання незалежності балтійських республік Держрадою СРСР в 1991 році.
Президент Литви Даля Грібаускайте заявила, що ніхто не має права ставити під сумнів незалежність її країни. «Наша незалежність здобута кров'ю наших громадян. Ніхто не має права ставити це під загрозу. Тільки ми вирішуємо нашу долю», — наголосила президент Литви.

### Події
- 17.03.15 «Винищувачі Балтійської повітряної поліції піднялись на перехоплення військових літаків Росії — чотирьох Су-27, двох Ан-26, одного Ан-12»[8] Перехоплено 7 російських літаків.
- 19.03.15 Сейм Литви в порядку особливої терміновості прийняв законопроєкт про повернення призову в армію [Архівовано 20 березня 2015 у Wayback Machine.].
- 21 березня 2015 р. патрульні літаки Збройних сил Латвії піднялися над Балтійським морем неподалік від кордонів Латвії на перехоплення російських військових літаків: 2 АН-26, 2 Су-27, 2 Су-34"[9] Перехоплено 6 російських літаків.
- 24 березня 2015 р. Національні збройні сили Латвії повідомляють, що «Сьогодні патрульні літаки піднялися над Балтійським морем неподалік від кордонів Латвії на перехоплення двох російських військових літаків Су-27»[10].
- 17 квітня 2015 р. Літаками НАТО перехоплений черговий літак РФ над Балтикою в нейтральній зоні неподалік від кордонів Латвії. Міністр оборони Латвії Раймонд Вейоніс заявив, що протягом 2014 року російські військові літаки піднімалися для перехоплення більше 200 разів, що в чотири рази більше, ніж у звичайні роки[11].
- 16 травня 2015 р. Національні збройні сили Латвії повідомили, що «Збройні сили 16 травня зафіксували на відстані 6 морських миль від латвійського кордону російський розвідувальний корабель „Жигулевск“ класу „Альпініст“[12].
- 1 червня 2015 р. винищувачі повітряної поліції Збройних сил Латвії піднялися для перехоплення над Балтійським морем, неподалік від кордону Латвії, літака збройних сил РФ Ту-154»[13].
- 25.08.2015 естонське видання Postimees повідомило, що Департамент поліції і прикордонної охорони Естонії має намір щонайменше 2/3 сухопутної частини кордону з Росією обладнати парканом у 2,5 м заввишки[14][15].
- За повідомленням Postimees. на початку вересня 2015 р. до Естонії надійдуть перші протитанкові ракетні системи Javelin[16].
- за період січень — вересень 2015 р. російська військова техніка наближалася до кордонів Латвії більше 80 разів[17].
- Литва звернулася до США з проханням надати 84 бронемашини Stryker для посилення обороноздатності країни — повідомляє Defence News[18].
- 17 грудня 2015 р. о 12:10 поблизу острова Вайндлоо у Фінській затоці російський військовий літак Ан-72 вторгся у повітряний простір Естонії, передає ERR.ee.[19].
- грудень 2015 р. Литва закупить у США протитанкові системи Javelin на $55 мільйонів. Планується придбати 220 ракет і 74 пускових установки. Про це з посиланням на Агентство по співпраці в галузі оборони та безпеки США повідомляє балтійське видання Delfi[20].
- як повідомило Міністерство внутрішніх справ Латвії, країна витратить €20 млн на обладнання кордону з Росією[21].
- протягом 2015 — 2016 рр. повітряна поліція НАТО слідкувала за кордонами балтійських країн і перехоплювала над Балтійським морем військові літаки РФ[22].
- Естонія звинуватила РФ в регулярному порушенні повітряного простору: подібні інциденти мали місце в грудні 2015 року (тоді кордон порушив Ан-72) і в лютому 2016 року (тоді мова йшла про вертольоті Мі-8)[23]. 28 березня 2016 р. в повітряний простір Естонії в районі острова Вайндлоо без дозволу увійшов літак збройних сил Російської Федерації Ан-26[24].
- Російські літаки протягом 2016 р. постійно порушують повітряний простір країн Балтії. Про це повідомила Естонія — на початок вересня — зафіксовано вже четверте порушення повітряних кордонів з боку РФ[25].
- Крім кордонів Латвії, Литви та Естонії літаки Росії вчиняли провокації і в інших балтійський країнах, зокрема, 26 вересня 2016 Росія вчинила чергову військову провокацію над Ісландією[26].
- У жовтні 2016 р. російські комплекси «Іскандер-М» передислоковані до Калінінградської області, що загострює ситуацію в Балтійському регіоні (УНІАН). Міністр оборони Швеції Петер Хультквіст прокоментував так: «Ми розглядаємо це як провокаційну сигнальну політику, оскільки вона загострює ситуацію у всьому регіоні. Особливо, коли йдеться про можливі носії ядерних зарядів, що надає цьому новий вимір»[27][28].
- Російські літаки протягом 2017 — 2018 рр. постійно порушують повітряний простір країн Балтії. Так тільки за перші пів року 2018  зафіксовано три випадки порушення повітряного кордону Естонії[29].

## Реакція політиків, політологів, аналітиків та мас-медіа
Низка відомих політичних діячів, державних інститутів, відомих ЗМІ у своїх аналітичних висновках підтвердила наявність такої конфронтації та розкрила окремі її елементи, аспекти:
- Міністр оборони Великої Британії Майкл Фаллон зазначив, що ситуація в них може бути дестабілізована так само, як це відбулося в Україні після російського військового вторгнення.[30][31][32]
- Національні збройні сили Латвії повідомляють, що Сили Балтійської повітряної поліції 8 грудня 2014 р. піднялися на перехоплення семи військових літаків ВПС Росії, які помітили неподалік від Латвії.[33]
- The Washington Post надрукувала інфографіку, в якій зібрано факти, що свідчать про провокаційну поведінку РФ в різних частинах Європи, зокрема в Балтиці. Констатовано, що найбільша кількість російських провокацій була зафіксована біля берегів Великої Британії і у балтійському регіоні.[34][35]
- Російський журналіст і аналітик Андрій Піонтковський вважає, що якщо Захід не зупинить Володимира Путіна в його спробах підпорядкувати Україну Москві, то кремлівський лідер буде рухатися проти країн Балтії, навіть якщо це пов'язано з безпосередньою загрозою військового конфлікту з НАТО.[36]
- Відомий експерт Збігнєв Бжезинський висловив велику стурбованість ситуацією і наголосив на небезпеці прямої агресії Росії у стосунку до балтійських держав. У своєму виступі перед Комітетом Сенату США з питань збройних сил цей експерт із зовнішньої політики, який працював при президенті Джиммі Картері, висловив побоювання, що президент Росії Володимир Путін може спробувати взяти під контроль країни Балтії настільки блискавично, що це застане НАТО зненацька. Пряма мова: «Я рекомендую попереднє розгортання певних сил». «Рота американських солдатів в Естонії не зможе здійснити вторгнення в Росію», — сказав він. Путін зрозуміє це, «але він буде знати, що якщо вторгнеться в Естонію, то натрапить на якісь американські сили. А ще краще — і на німецькі, і на французькі і, звичайно ж, британські».[37]
- Едгар Ринкевичс, міністр закордонних справ Латвії, з приводу дій Росії висловився так: «Чим більше я спостерігаю за сучасною Росією, тим більше приходжу до висновку, що вона закінчить як німецький рейх після обох світових воєн і вже буде запізно».[38]

## Реагування НАТО
У вересні 2014 року на саміті НАТО в Уельсі 28 країн-членів альянсу погодили створення сил надшвидкого реагування, здатних до передислокації протягом двох діб, а також створення центрів оперативного командування в шести посткомуністичних країнах-членах НАТО — Польщі, Латвії, Литві, Естонії, Румунії та Болгарії.
- 1 червня 2015 р. на території Польщі, Литви, Латвії та Естонії почалися найбільші з часу вступу Литви до НАТО в 2004 році навчання Saber Strike 2015. У навчаннях беруть участь понад 6,000 військовослужбовців з 13 країн НАТО. Включаючи танки Абрамс і бомбардувальники В-52 із США. Навчання триватимуть до 26 червня. В навчаннях візьмуть участь військові підрозділи Латвії, Литви, Естонії, Польщі, США, Великої Британії, Фінляндії, Данії, Німеччини, Франції, Італії, Португалії, Угорщини, Словаччини, Хорватії, Норвегії та Канади.[40]
- Як повідомляє агентство Reuters, 27 березня 2016 р. головком НАТО в Європі Філіп Брідлав заявив про необхідність вивести на новий рівень систему патрулювання балтійського повітряного простору. Виступаючи після зустрічі з президентом Литви Далею Грібаускайте і міністром оборони Литви Йонасом Жукас, Брідлав заявив, що в даний час винищувачі НАТО займаються патрулюванням повітряного простору над країнами Балтії, що є практикою мирного часу. За його словами, треба перейти до наступного етапу і зробити можливим створення військово-повітряних сил, які будуть готові до захисту регіону в разі війни. Станом на початок 2016 р. небо над Естонією, Латвією і Литвою патрулюють вісім літаків НАТО, що в два рази більше, ніж у 2014 році. 27 березня Брідлав запропонував повернути в Європу літаки-розвідники U-2 для спостереження «за відроджується і агресивною Росією». Тоді ж він заявив, що Росія являє собою «довгострокову екзистенціальну загрозу» для Сполучених Штатів.[41]
- НАТО у 2016 р. посилює керівництво своїми військами у Європі. У березні 2016 р. повідомлено, що Філіпа Брідлава на посаді головнокомандувача силами НАТО в Європі змінить генерал Кертіс Скапарротті. Його кандидатура була висунута президентом США Бараком Обамою і згодом схвалена радою НАТО. Видання Stars and Stripes, що розповідає про роботу Пентагона, пов'язує призначення Скапарротті з необхідністю посилення східних кордонів НАТО в Європі і обговоренням швидкої відповіді в разі виникнення кризи за участю Росії.[41]
- 31.03.2016. У відповідь на дії Росії Північноатлантичний альянс переходить у Східній Європі від політики «безпеки» до «відлякування». Про це заявив головнокомандувач об'єднаними силами НАТО в Європі Філіп Брідлав .[42]
- 08.07.2016 НАТО організує багатонаціональні батальйоні в Польщі, Литві, Латвії та Естонії (Столтенберг).[43]
- Рішення про розміщення чотирьох додаткових багатонаціональних батальйонів у Балтійському регіоні для стримування Росії було прийнято на липневому 2016 р. саміті НАТО у Варшаві. Нові об'єднані сили стримування НАТО у Балтійському регіоні будуть введені в дію до травня 2017 року.[44]
- у 2017 р. фіксуються регулярні порушення військовими літаками Росії повітряного простору країн Балтії. Так, винищувачі Балтійського повітряного патруля НАТО тільки з 31 липня по 6 серпня перехопили 18 російських літаків.[45]

## Реагування США
- США вирішили зберегти війська в Польщі і країнах Балтії в 2015 році. Про це заявив командувач сухопутними силами США в Європі генерал-лейтенант Бен Годжес. Годжес заявив, що військовий контингент залишиться на території Польщі, Латвії, Литви та Естонії на стільки, на скільки це буде потрібно, щоб «стримати російську агресію і забезпечити безпеку наших союзників» (Reuters)[46]
- 9 березня 2015 р. США поставили в розпорядження Латвії, Литви та Естонії 120 одиниць озброєнь для захисту від можливих загроз з боку Росії. Про це заявив американський генерал-майор Джон О'Коннор агентству AFP під час передачі вантажу в порту Риги.[47]
- 20 березня 2015 р. на естонську авіабазу Емарі прибуло 14 винищувачів F-16CM ВПС США[48]
- НАТО в рамках Readiness Action Plan заявило про відкриття у Східній Європі (Латвія, Литва, Естонія, Польща, Румунія, Болгарія) 6 Воєнних Штабів. 3 вересня 2015 р. Генсек НАТО Йєнс відкрив Воєнний Штаб у Вільнюсі, Литва.[49]
- 8 жовтня 2015 р. Велика Британія приєднається до планів США та Німеччини з розгортання військ НАТО на довгостроковій основі в країнах Балтії для зміцнення східних кордонів альянсу.[50]
- 2016-04-03. США розмістили 12 винищувачів F-15С Eagle і близько 350 льотчиків в Ісландії і Нідерландах. Про це повідомляє CNN з посиланням на командування Військово-повітряних сил США.[51]
- 24.08.16 «США зобов'язалися виконувати п'ятий пункт договору НАТО (про взаємовиручку в разі війни), і це їх святий обов'язок», — заявив сьогодні віце-президент США Джо Байден. Цю заяву він зробив після зустрічі в Ризі з президентами всіх трьох країн Балтії.[52]

## Реакція Росії
- Голова Державної думи Федеральних зборів Російської Федерації шостого скликання, голова Парламентських зборів Союзної держави, член Вищої ради партії «Єдина Росія» Сергій Наришкін заявив, що країни Балтії страждають від «комплексу неповноцінності».[53]